# Lijst van Eurocommissarissen voor Consumentenbescherming
De functie van Europees commissaris voor Consumentenbescherming is sinds het aantreden van de commissie-Ortoli (1973) een functie binnen de Europese Commissie. Sinds haar creatie heeft de functie diverse benamingen gekend. De titel consumentenrechten werd in de commissie-Juncker (2014) gebruikt. In de Commissie-Von der Leyen werd de portefeuille samengevoegd met die van Justitie.

## Benamingen
- Consumentenbescherming (1973-2007)
- Consumentenzaken (2007-10)
- Consumentenbeleid (2010-14)
- Consumentenrechten (2014-2019)
- Justitie en consumentenzaken (2019-  )

## Geschiedenis
Na het aantreden van de eerste commissie van voorzitter Jacques Delors in januari 1985 werd gestart met de voorbereiding van de voltooiing van de Europese interne markt. In juni van datzelfde jaar presenteerde Delors zijn programma ter voltooiing van de interne markt aan de Europese Raad. De Europese Raad besloot gedurende een raadsbijeenkomst in Milaan op 28 juni 1985 tot het bijeenroepen van een intergouvernementale conferentie. Deze intergouvernementale conferentie resulteerde in de Europese Akte (1986). Tussen 1986 en 1992 zouden maatregelen moeten worden genomen om belemmeringen in het intracommunautaire verkeer te verhelpen. Een van deze belemmeringen vormde de verschillen in consumentenbescherming ten aanzien van oneerlijke bedingen bij overeenkomsten. In maart 1992 presenteerde Eurocommissariss Karel van Miert een commissievoorstel om een gemeenschappelijk Europees beleid ten aanzien van oneerlijke bedingen totstand te brengen. Het Europees Parlement gaf haar goedkeuring aan het voorstel in januari 1993. In april van datzelfde jaar gaf de Raad van de Europese Unie haar goedkeuring en was de Europese richtlijn inzake oneerlijke bedingen in consumentenovereenkomsten (93/13/EG) een feit.
De richtlijn inzake oneerlijke bedingen bevat een lijst met oneerlijke bedingen die nooit een onderdeel van een overeenkomst mogen vormen ("zwarte lijst", 6:236 BW) en een lijst met oneerlijke bedingen die onder bepaalde omstandigheden in een overeenkomst mogen worden opgenomen ("grijze lijst", 6:237 BW).

## Commissarissen
|  | Naam                     | Lidstaat            | Nationale partij     | Periode   | Commissies    |
|  | ------------------------ | ------------------- | -------------------- | --------- | ------------- |
|  | Carlo Scarascia-Mugnozza | Italië              | DC                   | 1973-1977 | Ortoli        |
|  | Richard Burke            | Ierland             | Fine Gael            | 1977-1981 | Jenkins       |
|  | Karl-Heinz Narjes        | Duitsland           | CDU                  | 1981-1985 | Thorn         |
|  | Stanley Clinton Davis    | Verenigd Koninkrijk | Labour Party         | 1985-1986 | Delors I      |
|  | Grigoris Varfis          | Griekenland         | PASOK                | 1986-1989 | Delors I      |
|  | Karel Van Miert          | België              | PS                   | 1989-1993 | Delors II     |
|  | Christiane Scrivener     | Frankrijk           | Republikeinse Partij | 1993-1995 | Delors III    |
|  | Emma Bonino              | Italië              | IR                   | 1995-1999 | Santer        |
|  | David Byrne              | Ierland             | Fianna Fáil          | 1999-2004 | Prodi         |
|  | Markos Kyprianou         | Malta               | DK                   | 2004-2007 | Barroso I     |
|  | Meglena Kuneva           | Bulgarije           | NDS                  | 2007-2010 | Barroso I     |
|  | John Dalli               | Malta               | PN                   | 2010-2012 | Barroso II    |
|  | Tonio Borg               | Malta               | PN                   | 2012-2013 | Barroso II    |
|  | Neven Mimica             | Kroatië             | SPH                  | 2013-2014 | Barroso II    |
|  | Věra Jourová             | Tsjechië            | AN02011              | 2014-2019 | Juncker       |
|  | Didier Reynders          | België              | MR                   | 2019-     | Von der Leyen |